# Дивний Джон
«Дивний Джон: Історія між жартом і серйозністю» (англ. Odd John: A Story Between Jest and Earnest) — фантастико-філософський роман Олафа Стейплдона. Вперше надрукований у британському видавництві «Methuen» у 1935 році.
Сповнений ніцшеанськими мотивами роман продовжує і розвиває фінальну тему попереднього роману Стейплдона (1932). Крім того, роман втілює на прикладі життя персонажа-«надлюдини» ідею роману «Останні і перші люди» (1930) про види людей, які змінюють один одного. Це історія про хлопчика Джона, представника нового ступеня еволюції людини. Володіючи надзвичайними здібностями, Джон вагається між відчуттям власної зверхності та прагненням бути частиною суспільства.
Номінант французької літературної премії «Ноктюрн» 2009 року.

## Сюжет
Джон Вейнрайт — хлопчик з надзвичайними здібностями, що народився 1910 року в звичайній англійській родині. Джон має екзотичний вигляд: він альбінос, його голова та очі великі, а розвиток тіла значно уповільнений порівняно з однолітками. Хлопчик починає говорити тільки в 4 роки, але далі дуже швидко вчиться рахувати і опановує математику краще за багатьох дорослих. У 6 років Джон нарешті вчиться ходити, але знову-таки швидко перевершує дорослих. Він опановує акробатику, вчиться боротьбі з сусідським хлопчиком Стефеном, що спонукає його зацікавитися біологією. Навколишні люди прагнуть дізнатися більше про Джона, він дає інтерв'ю.
Хлопчик оточує себе іграшками та вивчає філософію, дружиться з 6-ирічною Джуді. Потай від усіх Джон облаштовує лабораторію, в якій працює над винаходами. Джон починає вміло маніпулювати навколишніми. Йому вдається видавати себе за звичайну дитину для одних і поставати хлопчиком-генієм для інших. Друг сім'ї Вейнрайтів Фідо (alter ego автора) стає посередником між хлопчиком-генієм та фінансистами його винаходів. Але Джона обманюють і він вирішує вивчити економіку. Фідо дізнається про низку крадіжок в околицях і вбивство Магната, що обманув Джона. Хоча злочинця не знаходять, Фідо здогадується, що це був Джон. Хлопчик починає таємно збирати гроші, юридичним власником яких погоджується стати Фідо.
Швидко дорослішаючи, Джон проявляє нетипову сексуальність: його цікавлять чоловіки, старша жінка та власна матір. До 16-и років Джон уже використовує знання психології та біології, щоб спокусити кількох друзів і подруг. Він спілкується з видатними людьми, подорожує по Європі. Джон розуміє, що може спілкуватися з колективним розумом усього людства. Джон передбачає настання величезної війни, причину якої вбачає у відсутності в людей «космічної єдності». Він ділиться з Фідо своїм бажанням принести користь людству, описує бажане суспільство, засновне на науці, гуманізмі й толерантності.
Джон розвиває телепатію, завдяки чому відкриває існування ще двох подібних до себе осіб: божевільного музиканта Джеймса Джонса та скалічену дитину. Джон планує заснувати колонію таких людей, яких називає «супернормальними», для чого будує катер і літак. З часом він довідується про інших «супернормальних» в різних країнах, які народжувалися впродовж кількох століть, з якими врешті здійснює свою мрію, заснувавши колонію на далекому острові Тихого океану.
Фідо відвідує колонію «супернормальних» та описує тамтешнє життя. Серед них виявляються представники різних рас і віку. Деякі живуть уже кілька століть. Їм вдається зчитувати інформацію про минуле людства з його колективної пам'яті. Надлюди створюють дивовижні механізми, сприймаючи навіть важку працю як гру. Один з надлюдей, Нг-Ганко, винаходить зброю на основі атомного розпаду, щоб обороняти острів. Колоністи проводять експерименти над ембріонами тварин і людей (чи не єдине, що обурює Фідо). Попри доволі вільні сексуальні стосунки на острові, Джон уникає близькості з дівчиною Ло. Фідо він зізнається, що кохає її, тому боїться зробити що-небудь-хибно.
Про розташування острова дізнаються політики США та СРСР. Інтернаціональна експедиція намагається заарештувати колоністів, але ті захищають себе псіонічною атакою. На острів нападають найманці, проте змушені відступити. Фідо зрештою покидає острів і повертається до Англії.
15 грудня 1933 року острів раптово вибухає. Фідо припускає, що це могла бути природна катастрофа, але схиляється до думки, що «супернормальні», розуміючи, що колись зазнають поразки, знищили силову станцію колонії аби їхні винаходи не нашкодили звичайним людям. Як він потім дізнається, Джон і Ло загинули разом з рештою колоністів.

## Переклади
Роман витримав біля десяти англомовних видань. Перекладений французькою, російською та ішими мовами.